# 니콜라이 바빌로프
니콜라이 바빌로프(러시아어: Никола́й Ива́нович Вави́лов, FRS, 1887년 11월 25일~1943년 1월 26일)는 러시아의 식물육종학자이다.

## 학창 시절
1887년 모스크바에서 상인 집안에서 태어나, 1910년에 모스크바 농업대학을 졸업하였다. 20세기 초 기근을 막기 위하여 115차례에 걸쳐 5대륙 탐사에 나섰다. 이를 위하여 영어, 프랑스어, 독일어, 라틴어는 물론 에티오피아 공용어인 암하라어와 페르시아어에 이르기까지 무려 15개 언어를 습득하였다.

## 연구 활동
바빌로프는 러시아 농무성 응용식물분류국에서 일하면서 1916년 첫 탐험으로 이란 및 파미르 지역에서 밀, 보리, 호밀 근연야생종의 탐색, 수집을 실시하였다. 1921년(34세)에는 응용식물분류 및 육종과 실장에서 페트로그라드 소재 응용식물 분류국 책임자로 임명되었고, 1924년(37세)에 응용식물 분류국이 응용식물 및 신작물연구소로 확대 개편되어 소장으로 지명되었다. 1926년-1927년에 걸쳐 지중해연안 그리고 아프리카 아비시니아 고원 지역을, 1929년에는 중국·일본·한국을, 1930년에는 미국, 멕시코, 과테말라, 온두라스를, 1932년-1933년에 걸쳐 캐나다, 미국, 쿠바, 멕시코, 에콰도르, 페루, 볼리비아, 칠레, 브라질, 아르헨티나, 우루과이 등을 탐험하였다.
바빌로프는 세계 각지의 재배식물 및 근연 야생종을 수집, 연구하여 “하나의 종에서 관찰된 특성은 다른 종에서도 비슷한 특성을 보이며 유전적으로 더 가까운 속 일수록 그 유전적 변이의 유사도가 크다”라는 “유전변이의 상동계열의 법칙(1920)”을 발표하였다.
그리고 재배식물은 커다란 분류군에서 순차적으로 작은 군으로 다시 유전적 변이의 구성별로 세분하고 그 결과에서 재배식물의 변이형의 분포지도를 작성하는 “식물지리적 미분법”을 확립하였다. 또한 다양한 변이가 집중되어 있는 지역을 종과 변종의 기원중심지로 하여 “중심지에는 우성형질을 가진 기원식물이, 그로부터 떨어진 원격지에는 열성형질을 가진 변이계통 식물이 많다”라는 “ 재배식물의 기원중심지(1926)”를 발표 재배식물의 발상지를 7대 중심지(1940)로 나누었다.
1930년대 대기근이 닥치자 스탈린은 바빌로프를 소련 인민의 고통을 외면한 채 세계 유람이나 다닌 부르주아 반동, 소련의 농업을 고의로 망쳐먹은 간첩협의로 투옥하였다. 총살형까지 선고받은 바빌로프는 수많은 과학자들의 탄원으로 죽음을 면하였으나, 수용소에 갇혀 지내다가 1943년 생을 마감하였다.

## 한국 관련
바빌로프는 1929년에 일본을 방문하면서 한국도 함께 둘러 보았는데 부산에서부터 신의주까지 기차로 이동하면서 몇몇 곳에 들러 밀, 콩, 팥, 녹두, 동부, 호박 등을 수집하였다. 바빌로프는 이듬해인 1930년에 한국 수집자원을 등록하였고, 바빌로프 연구소는 그 후 80여년이 지난 지금도 그 당시 수집된 한국원산 자원을 보존하고 있다.

## 약력
- 1887년 11월 25일 - 모스크바 상인의 아들로 탄생
- 1911년(24세) - 모스크바 농업연구소 졸업
- 1913년(26세) - 러시아 농무성 응용식물분류국 근무, 영국의 W. Bateson 교수에게 사사
- 1916년(29세) - 첫탐험으로 이란 및 파미르 지역 탐색수집 실시
- 1917년(30세) - Saratov 대학 농학과 교수 임명
- 1921년(34세) - St. Petersburg 응용식물분류국 책임자로 지명됨
- 1924년(37세) - 식물분류국을 “응용식물 및 신작물연구소”로 확대, 아프가니스탄 탐험으로 러시아지리학회 금상수상
- 1930년(43세) - “바빌로프 식물산업연구소(VIR)”로 개칭
- 1940년 8월(53세) - 루이셍코 학파에 대한 반대급부로 체포됨
- 1943년 1월 26일 - 사라토프감옥에서 아사(餓死)함

## 사후 복권
- 1955년 - 명예회복됨
- 1967년 - 바빌로프 연구소 레닌훈장 받음
- 1975년 - 바빌로프 업적으로 인민우정훈장 받음
- 1987년 - 바빌로프 박사 탄생 100주년 기념으로 세계의 40개국 과학자들이 상트페테르부르크에 모임

## 관련 도서
- 게리 폴 나브한, <<지상의 모든 음식은 어디에서 오는가>>, 아카이브, 2010

## 같이 보기
- 바빌로프 의태
- 리센코주의